# Chorosze Ozero
Chorosze Ozero (ukr. Хороше Озеро) – wieś na Ukrainie, w obwodzie czernihowskim, w rejonie niżyńskim, w hromadzie Kruty. W 2001 liczyła 1061 mieszkańców, spośród których 1047 wskazało jako ojczysty język ukraiński, 13 rosyjski, a 1 inny. W 2024 liczyła 648 mieszkańców.